# GSC2414-831
GSC2414-831 — хімічно пекулярна зоря спектрального класу B8, що має видиму зоряну величину в смузі V приблизно  9,8.

## Пекулярний хімічний вміст
Зоряна атмосфера GSC2414-831 має підвищений вміст 
Si
.